# Gemsberg-Verlag
Der Gemsberg-Verlag war ein Buchverlag mit Sitz in Winterthur. Der Verlag stand in Beziehung zum Landboten-Verleger Ziegler Druck- und Verlags-AG und teilte sich den Hauptsitz mit der Zeitung, nämlich das Haus zum Gemsberg beim Garnmarkt, woher auch der Name des Verlags rührt.

## Geschichte
Bereits vor der Gründung des Verlags verlegte die Ziegler Druck- und Verlags-AG eigenständig Bücher, wie beispielsweise die mehrfach wiederaufgelegten Werke «Blumenleben» von Johann Jakob Bänninger (Erstauflage 1868) oder die «Erzellige us Stadt und Land» von Carl Biedermann (Erstauflage 1888).
Das genaue Gründungsdatum des Gemsberg-Verlags ist heute nicht mehr bekannt. Als erstes Werk verlegte der Verlag 1942 das Buch «De Flarzbueb, verzelt vum Ruedi Chägi vu Baume» von Rudolf Kägi, der Verlag wurde dabei noch mit «Geschw. Ziegler & Co» benannt. Kägi verlegte später noch weitere Werke im Verlag. Das erste als Gemsberg-Verlag verlegte Werk datiert gemäss Zentralbibliothek auf das Jahr 1943, es ist das Buch «Gleichnisrede und sechs Gleichnisse» von Max Hunziker. Weitere in den 1940er-Jahren erschienene Bücher umfassen deutschsprachige Übersetzungen von Werken von Alphonse Daudet und Bolesław Prus oder eine Biografie über Jonas Furrer von drei Winterthurer Historikern. In den 1950er-Jahren wurden mehrere Werke von Emil Lötscher und Margrit Bäumlein sowie unzählige weitere Werke verlegt, darunter das Büchlein «Bedenke, Mensch…» von Jo Mihaly.
1969 erschien mit «Schwyzertüütsch (Grüezi mitenand)» des damaligen Landboten-Chefredaktors Arthur Baur das mit Abstand erfolgreichste Buch des Verlags in seiner Erstauflage, es wurde 16 Jahre später bereits zum achten Mal neu aufgelegt. Weitere Autoren, die in den 1960er- und 1970er-Jahren beim Verlag publizierten, waren Alfred Stamm, Felix Rosenthal und Alois Senti. Ebenfalls erschienen in dieser Zeit beim Verlag einige Kinderbücher, unter anderem zwei Werke von Hans Witzig.
In den 1980er-Jahren erschienen Werke von Peter Sulzer. Nach 1986 erschienen kaum mehr neue Werke im Gemsberg-Verlag. Zuletzt erschien 1991 eine Neuauflage im Verein, und die letzte in der Zentralbibliothek verzeichnete Publikation datiert auf das Jahr 1997, als die 11. Neuauflage von Schwyzertüütsch von Arthur Baur erschien.